# 八重山郡
八重山郡（日语：／ Yaeyama gun */?）位於琉球列島八重山群島，為日本沖繩縣轄下的一個郡。面积362.89平方公里。

## 轄區
現轄2町。
- 竹富町（西表島、波照間島、鳩間島、由布島、黑島、小濱島、竹富島）
- 與那國町（與那國島）

## 沿革
| 時間     | 行政劃分 | 行政劃分 | 行政劃分 | 行政劃分 |
| 1890年代 | 石垣間切 | 大濱間切 | 宮良間切 | 與那國島 |
| 1900年代 | 八重山村 | 八重山村 | 八重山村 | 八重山村 |
| 1910年代 | 石垣村   | 大濱村   | 竹富村   | 與那國村 |
| 1920年代 | 石垣町   | 大濱村   | 竹富村   | 與那國村 |
| 1930年代 | 石垣町   | 大濱村   | 竹富村   | 與那國村 |
| 1940年代 | 石垣市   | 大濱町   | 竹富町   | 與那國町 |
| 1950年代 | 石垣市   | 大濱町   | 竹富町   | 與那國町 |
| 1960年代 | 石垣市   | 石垣市   | 竹富町   | 與那國町 |
| 1970年代 | 石垣市   | 石垣市   | 竹富町   | 與那國町 |
| 1980年代 | 石垣市   | 石垣市   | 竹富町   | 與那國町 |
| 1990年代 | 石垣市   | 石垣市   | 竹富町   | 與那國町 |
| 2000年代 | 石垣市   | 石垣市   | 竹富町   | 與那國町 |

- 1896年4月1日：實施郡區制，八重山郡成立，下轄石垣間切（石垣島西部、西表島東南部、竹富島、黑島、新城島）、大濱間切（石垣島中部、西表島西部、波照間島）、宮良間切（石垣島東部、西表島東北部、小濱島、鳩間島）、與那國島（3間切1島）
- 1908年4月1日：實施町村制，八重山郡轄下之3間切1島合併為八重山村。（1村）
- 1914年4月1日：八重山村被分割為石垣村（石垣島西部）、大濱村（石垣島東部）、竹富村（西表島及周邊島嶼）、與那國村（與那國島）。（4村）
- 1926年12月1日：石垣村改制為石垣町。（1町3村）
- 1947年7月10日：石垣町改制為石垣市，並脫離八重山郡之管轄。（3村）
- 1947年9月1日：大濱村改制為大濱町。（1町2村）
- 1948年7月1日：竹富村改制為竹富町。（2町1村）
- 1948年12月1日：與那國村改制為與那國町。（3町）
- 1964年6月1日：大濱町併入石垣市，並脫離八重山郡之管轄（2町）